# Ait Kamra
Ait Kamra  (in arabo أيت قمرة‎?) è un centro abitato e comune rurale del Marocco situato nella provincia di Al-Hoseyma, regione di Tangeri-Tetouan-Al Hoceima. Conta una popolazione di 7 685 abitanti (censimento 2014).